# Люксембург на летних Олимпийских играх 2024

## Квалификация
| № п/п | Вид спорта        | Мужчины        | Мужчины                | Женщины        | Женщины                | Всего          | Всего                  |
| № п/п | Вид спорта        | Завоевано квот | Количество спортсменов | Завоевано квот | Количество спортсменов | Завоевано квот | Количество спортсменов |
| ----- | ----------------- | -------------- | ---------------------- | -------------- | ---------------------- | -------------- | ---------------------- |
| 1     | Велоспорт         | 1              | 1                      | 1              | 1                      | 2              | 2                      |
| 2     | Конный спорт      | 1              | 1                      |                |                        | 1              | 1                      |
| 3     | Лёгкая атлетика   | 2              | 2                      | 2              | 2                      | 4              | 4                      |
| 4     | Настольный теннис | 1              | 1                      | 2              | 2                      | 3              | 3                      |
| 5     | Плавание          | 1              | 1                      |                |                        | 1              | 1                      |
| 6     | Стрельба из лука  | 1              | 1                      |                |                        | 1              | 1                      |
| 7     | Триатлон          |                |                        | 1              | 1                      | 1              | 1                      |
|       | ИТОГО             | 7              | 7                      | 6              | 6                      | 13             | 13                     |

## Состав команды
Велоспорт
 Шоссейный велоспорт
1. Алекс Кирш
2. Кристине Маерус

 Конный спорт
1. Николас Вагнер[англ.]

 Лёгкая атлетика
1. Рубен Керинжан[англ.]
2. Боб Бертемес[англ.]
3. Патрисия ван дер Векен[англ.]
4. Вера Хоффманн[англ.]

 Настольный теннис
1. Люка Младенович[англ.]
2. Ни Сялянь
3. Сара де Нутте[англ.]

 Плавание
1. Ральф Далайден[англ.]

 Стрельба из лука
1. Пит Кляйн[англ.]

 Триатлон
1. Жанна Леэр[англ.]

## Велоспорт

### Шоссейные велогонки
Люксембург получил по рейтингу UCI по одному месту в мужской и женской групповых гонках на шоссе.
Мужчины
| Спортсмен  | Дисциплина      | Время   | Место |
| ---------- | --------------- | ------- | ----- |
| Алекс Кирш | Групповая гонка | 6:26.57 | 40    |

Женщины
| Спортсмен       | Дисциплина      | Время   | Место |
| --------------- | --------------- | ------- | ----- |
| Кристине Маерус | Групповая гонка | 4:04.23 | 17    |

## Конный спорт
Люксембург получил одно место в личных соревнованиях по выездке в соответствии с олимпийским рейтингом FEI.

### Выездка
| Спортсмен      | Лошадь                 | Дисциплина    | Гран При | Гран При | Произвольный Гран При | Произвольный Гран При | Сумма  | Сумма |
| Спортсмен      | Лошадь                 | Дисциплина    | Баллы    | Место    | Техника               | Артистизм             | Баллы  | Место |
| -------------- | ---------------------- | ------------- | -------- | -------- | --------------------- | --------------------- | ------ | ----- |
| Николас Вагнер | Quater Back Junior FRH | Личный турнир | 71,988   | 24       | —                     | —                     | 71,988 | 24    |

## Легкая атлетика
Люксембургские легкоатлеты выполнили нормативы для участия в Играх 2024 года, пройдя прямую квалификацию или по мировому рейтингу, в следующих соревнованиях (максимум по 3 спортсмена в каждом):
Беговые дисциплины
| Спортсмен              | Дисциплина          | Забеги    | Забеги | Утеш. забеги | Утеш. забеги | Полуфиналы            | Полуфиналы            | Финал                 | Финал                 |
| Спортсмен              | Дисциплина          | Результат | Место  | Результат    | Место        | Результат             | Место                 | Результат             | Место                 |
| ---------------------- | ------------------- | --------- | ------ | ------------ | ------------ | --------------------- | --------------------- | --------------------- | --------------------- |
| Рубен Керинжан         | Мужчины 3000 м с/пр | 8.27,97   | 9      | —            | —            | —                     | —                     | завершил выступление  | завершил выступление  |
| Патриция ван дер Векен | Женщины 100 м       | 11,14     | 2 Q    | —            | —            | 11,13                 | 4                     | завершила выступление | завершила выступление |
| Вера Хоффманн          | Женщины 1500 м      | 4.07,64   | 12R    | 4.11,28      | 10           | завершила выступление | завершила выступление | завершила выступление | завершила выступление |

Технические дисциплины
| Спортсмен    | Дисциплина            | Полуфиналы | Полуфиналы | Финал                | Финал                |
| Спортсмен    | Дисциплина            | Результат  | Место      | Результат            | Место                |
| ------------ | --------------------- | ---------- | ---------- | -------------------- | -------------------- |
| Боб Бертемес | Мужчины Толкание ядра | 20,27      | 17         | завершил выступление | завершил выступление |

## Настольный теннис
Люксембург завоевал одно место в мужском и два места в женском индивидуальных турнирах в соответствии с олимпийским рейтингом ITTF.
| Спортсмен       | Дисциплина     | 1/32                      | 1/16                  | 1/8                   | Четвертьфиналы        | Полуфиналы            | Финал / За 3 место    | Финал / За 3 место    |                       |
| Спортсмен       | Дисциплина     | Соперник Результат        | Соперник Результат    | Соперник Результат    | Соперник Результат    | Соперник Результат    | Соперник Результат    | Место                 |                       |
| --------------- | -------------- | ------------------------- | --------------------- | --------------------- | --------------------- | --------------------- | --------------------- | --------------------- | --------------------- |
| Люка Младенович | Мужчины личное | DENЙонатан Грот П 0–4     | завершил выступление  | завершил выступление  | завершил выступление  | завершил выступление  | завершил выступление  | завершил выступление  | завершил выступление  |
| Ни Сялянь       | Женщины личное | TURСибель Алтинкайя В 4–2 | CHNСунь Инша П 0–4    | завершила выступление | завершила выступление | завершила выступление | завершила выступление | завершила выступление | завершила выступление |
| Сара де Нутте   | Женщины личное | PORШао Цзени П 2–4        | завершила выступление | завершила выступление | завершила выступление | завершила выступление | завершила выступление | завершила выступление | завершила выступление |

## Плавание
Люксембург получил одно универсальное место для участия в олимпийском турнире пловцов.
Мужчины
| Спортсмен      | Дисциплина                  | Заплывы | Заплывы | Полуфиналы           | Полуфиналы           | Финал                | Финал                |
| Спортсмен      | Дисциплина                  | Время   | Место   | Время                | Место                | Время                | Место                |
| -------------- | --------------------------- | ------- | ------- | -------------------- | -------------------- | -------------------- | -------------------- |
| Ральф Далайден | Мужчины 100 м вольный стиль | 49,12   | 30      | завершил выступление | завершил выступление | завершил выступление | завершил выступление |

## Стрельба из лука
Люксембург получил одно место в мужском индивидуальном турнире стрелков из лука в результате перераспределения квот.
| Спортсмен | Дисциплина                        | Предварительный раунд | Предварительный раунд | 1/32                     | 1/16                 | 1/8                  | Четвертьфиналы       | Полуфиналы           | Финал / За 3 место   | Финал / За 3 место   |
| Спортсмен | Дисциплина                        | Результат             | Посев                 | Соперник Счет            | Соперник Счет        | Соперник Счет        | Соперник Счет        | Соперник Счет        | Соперник Счет        | Место                |
| --------- | --------------------------------- | --------------------- | --------------------- | ------------------------ | -------------------- | -------------------- | -------------------- | -------------------- | -------------------- | -------------------- |
| Пит Кляйн | Мужчины индивидуальное первенство | 650                   | 50                    | COLСантьяго Арсила П 4–6 | завершил выступление | завершил выступление | завершил выступление | завершил выступление | завершил выступление | завершил выступление |

## Триатлон
Люксембург завоевал одно квотное место в соревнование женщин на основании Индивидуального рейтинга World Triathlon.
Личное
| Спортсмен  | Категория | Время             | Время     | Время             | Время     | Время       | Время | Место |
| Спортсмен  | Категория | Плавание (1,5 км) | Переход 1 | Велосипед (40 км) | Переход 2 | Бег (10 км) | Всего | Место |
| ---------- | --------- | ----------------- | --------- | ----------------- | --------- | ----------- | ----- | ----- |
| Жанна Леэр | Женщины   | 23.36             | 00,54     | DNF               | DNF       | DNF         | DNF   | DNF   |